# Alley: The Return of the Ying Yang Twins
Alley: The Return of the Ying Yang Twins jest drugim studyjnym albumem grupy muzycznej Ying Yang Twins. Został wydany 26 marca 2002 roku.

## Lista utworów
1. „Playahatian”
2. „I’m Tried”
3. „Alley” (feat. Mr. Ball)
4. „Say I Yi Yi” (zrealizowany we wrześniu 2001)
5. „Sound Off”
6. „Huff Puff”
7. „By Myself” (feat. Mr. Ball)
8. „Drop Like This 2001” (feat. Dirty)
9. „ATL Eternally” (feat. Lil Jon & the East Side Boyz & Pastor Troy)
10. „Hunchin'”
11. „Tongue Bath” (feat. Methrone)
12. „Twurkulator”
13. „Credits”
14. „Crank It Up” (utwór dodatkowy)
15. „Say I Yi Yi” (utwór dodatkowy)
16. „Hell Raisers” (utwór dodatkowy)